# Lanthanomyia australis
Lanthanomyia australis is een vliesvleugelig insect uit de familie van de Pteromalidae. De wetenschappelijke naam werd voor het eerst geldig gepubliceerd in 1967 door Luis De Santis.